# Ramón de Meer y Kindelán

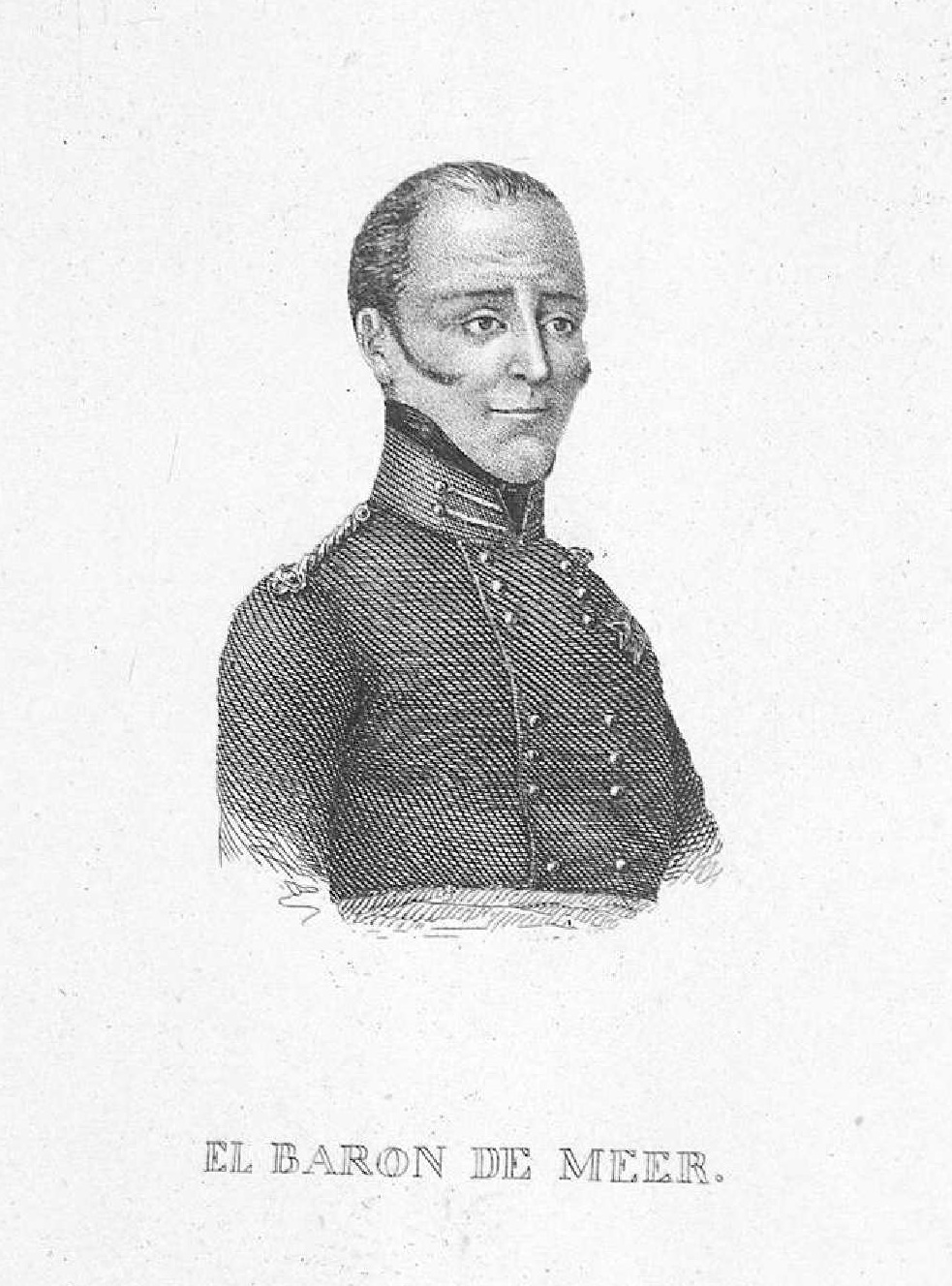
Retrato del Barón de Meer, grabado calcográfico recogido en Panorama Español, 1842-1845. Biblioteca Nacional de España.

Ramón de Meer y Kindelán, barón de Meer y conde de Gra (Barcelona, 11 de enero de 1787-Madrid, 5 de noviembre de 1869), gran cruz de las órdenes de San Fernando, San Hermenegildo, Carlos III e Isabel la Católica, fue un militar español de origen flamenco.

## Biografía
En 1808, durante la invasión napoleónica de España, fue capturado en el transcurso de la expedición española a Dinamarca mientras formaba parte de la División del Norte, al mando de Pedro Caro y Sureda, marqués de La Romana, y llevado como prisionero a Francia. Regresado tras la contienda, alcanzó el grado de coronel en 1833 y posteriormente fue ascendido a teniente general. Formó parte del Estado Mayor de Carlos de España y comandó las fuerzas armadas liberales en la Primera Guerra Carlista en Navarra. Entre el 3 de julio de 1835 y el 22 de junio de 1836 fue virrey de Navarra.
Fue nombrado capitán general de Cataluña el 14 de marzo de 1837. Realizó campañas victoriosas contra los carlistas en la batalla de Gra en 1837, recuperando Solsona un año más tarde y en 1839 en Ager. Estas victorias le valieron el título de Conde de Gra en 1847. En Cardona se le recuerda con la Torre de Meer, una pequeña fortaleza construida para defender el castillo.
Fue destituido en 1839, siendo relevado por Gerónimo Valdés, aunque volvió a ser Capitán General de Cataluña entre 1843 y 1845. Fue diputado por Barcelona (del 8 de marzo al 17 de diciembre de 1845) y senador (1845-1846) por designación de la reina Isabel II.
Católico fervoroso, especialmente en los últimos años de su vida, y gran amigo de san Antonio María Claret, confesor de la reina, con quien mantuvo abundante correspondencia, se caracterizó durante un siglo turbulento por su lealtad a la Iglesia, la patria y la reina valiéndole el título de vizconde de la Lealtad.